# Jacques Rogge

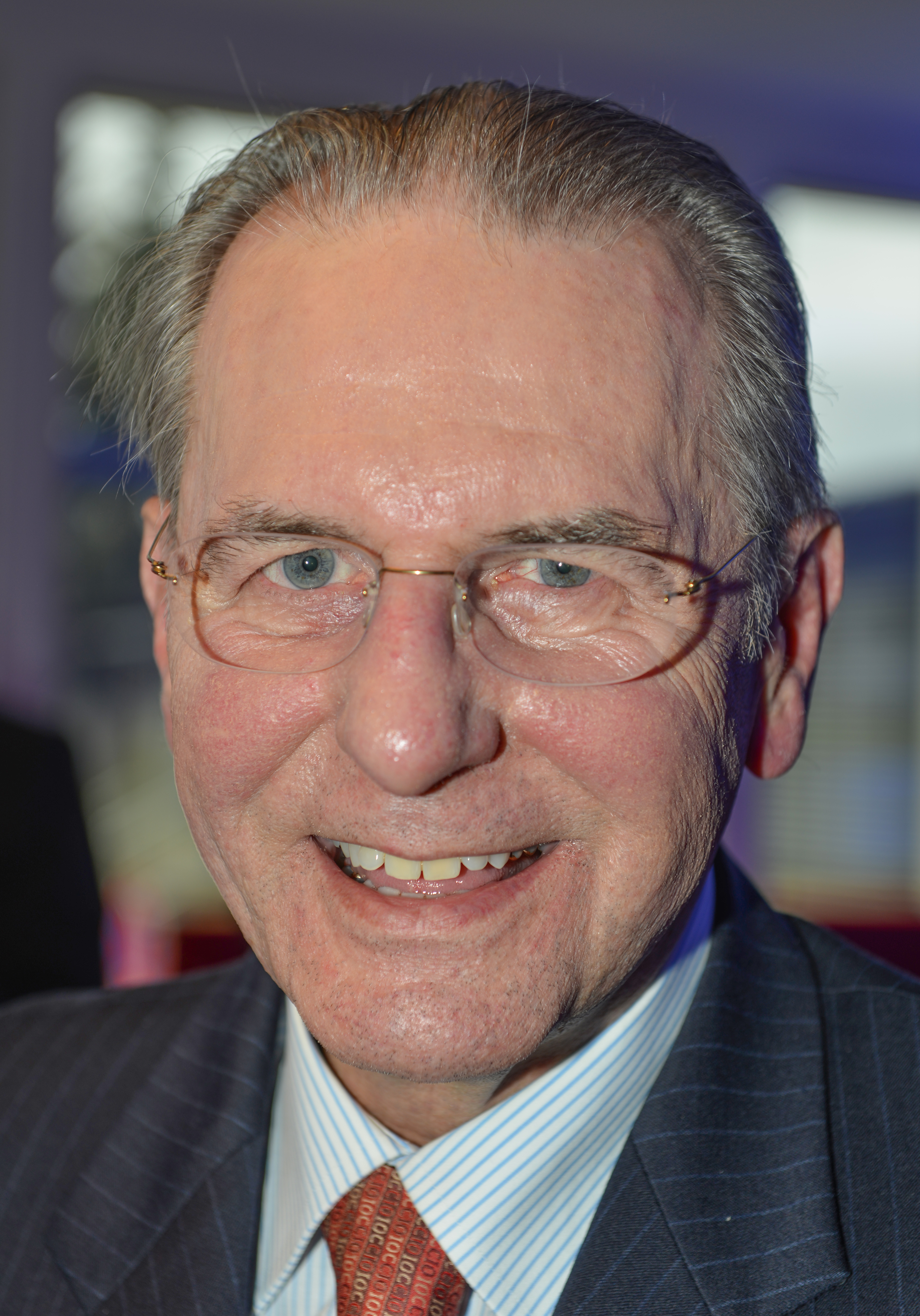
Jacques Rogge 2014

Jacques, Graf Rogge KCMG (* 2. Mai 1942 in Gent; † 29. August 2021 in Deinze) war ein belgischer Sportfunktionär. Von 2001 bis 2013 war er Präsident des Internationalen Olympischen Komitees (IOC) in Lausanne (Schweiz).

## Leben
Nach seiner schulischen Ausbildung am Sint-Barbaracollege, einem Genter Jesuitenkolleg, studierte Jacques Rogge an der Universität Gent, wo er in orthopädischer Chirurgie promovierte. Er nahm in den Jahren 1968, 1972 und 1976 im Segeln an Olympischen Sommerspielen teil. Dabei erreichte er als beste Platzierung 1972 im Finn Dinghy einen 14. Platz. Außerdem spielte er für die belgische Rugby-Nationalmannschaft.
1991 wurde er Mitglied des IOC und Präsident des belgischen Nationalen Olympischen Komitees. Am 16. Juli 2001 wurde er bei der 112. Vollversammlung des IOC in Moskau als Nachfolger von Juan Antonio Samaranch für zunächst acht Jahre zum achten Präsidenten des IOC gewählt. Die Olympischen Winterspiele 2002 in Salt Lake City waren seine ersten als IOC-Präsident, und in jenem Jahr wurde er auch durch den belgischen König Albert II. in den Adelsstand erhoben; sein Titel war der eines Comte (französisch) oder Graaf (niederländisch).
Einer der Kernpunkte seiner Politik war die Beschränkung der Anzahl der Olympiateilnehmer auf 10.000. Zudem setzte er sich gegen den fortschreitenden Gigantismus bei Bauvorhaben und gegen die Kommerzialisierung ein.
Am 9. Oktober 2009 wurde Jacques Rogge bei der 121. Vollversammlung des IOC in Kopenhagen für eine vierjährige zweite Amtsperiode wiedergewählt. Eine erneute Kandidatur im Jahr 2013 war nach den Statuten des IOC nicht vorgesehen. Der Deutsche Thomas Bach wurde zu Rogges Nachfolger gewählt.
Jacques Rogge war verheiratet und hatte zwei Kinder. Er starb Ende August 2021 im Alter von 79 Jahren.

## Auszeichnungen
- 2001: Ehrendoktorwürde der Universität Gent
- 2002: Erhebung in den Grafenstand durch den damaligen belgischen König Albert II.
- 2004: Ehrendoktorwürde der United States Sports Academy in Daphne[3]
- 2006: Großkreuz des Verdienstordens der Italienischen Republik
- 2006: Orden des Fürsten Jaroslaw des Weisen (III. Klasse)
- 2006:  Orden für Verdienste um Litauen
- 2007: (mit dem IOC) UNEP-Umweltpreis Champions of Earth Award
- 2008: (mit dem IOC) Journalisten-Negativpreis Verschlossene Auster des Netzwerks Recherche, womit die Informationspolitik des IOC gerügt wurde
- 2008:  Großes Goldenes Ehrenzeichen mit dem Stern für Verdienste um die Republik Österreich[4]
- 2010:  Order of the Companions of O. R. Tambo in Gold (Südafrika)
- 2013:  Olympischer Orden in Gold
- 2013: FIFA Presidential Award
- 2014: Knight Commander des Order of St. Michael and St. George des Vereinigten Königreiches